# بارياصور قزم
البارياصور القزم (التسمية الثنائية:†Pumiliopareia) هو جنس منقرض من البارياصورات نظيرة الزواحف من فترة العصر البرمي في جنوب إفريقيا. وهو معروف من خلال هيكل عظمي كامل مع الجلد العظمي.